# Zimiromus lawa
Zimiromus lawa är en spindelart som beskrevs av Norman I. Platnick och Mohammad U. Shadab 1981. Zimiromus lawa ingår i släktet Zimiromus och familjen plattbuksspindlar.
Artens utbredningsområde är Surinam. Inga underarter finns listade i Catalogue of Life.